# La stagione dei sensi
Pour plus de détails, voir Fiche technique et Distribution.
La stagione dei sensi est un film germano italien réalisé par Massimo Franciosa et sorti en 1969.

## Synopsis
Quatre jeunes filles (Claudia, Monica, Michèle et Marina) et deux garçons (Peter et Marco) tombent en panne d'essence lors d'une excursion en bateau à moteur. Avant que la nuit ne tombe, ils parviennent à débarquer sur une île. Là, ils trouvent refuge dans un château où vit Luca, un homme solitaire et agité.

## Fiche technique
Sauf indication contraire, les informations mentionnées dans cette section peuvent être confirmées par la base de données cinématographiques IMDb,  présente dans la section « Liens externes ».
- Titre original : La stagione dei sensi[1],[2]
- Réalisation : Massimo Franciosa
- Scénario : Barbara Alberti, Amedeo Pagani (it), Pier Giuseppe Murgia d'après une histoire de Dario Argento, Barbara Alberti, Franco Ferrari, Peter Kintzel
- Photographie : Alessandro D'Eva (it)
- Montage : Sergio Montanari
- Musique : Ennio Morricone
- Production : Roberto Palaggi, Italo Zingarelli
- Sociétés de production : Per West Film (Rome), Rapid Film (Munich), A. & P. Film (Munich)[2]
- Pays de production :  Italie -  Allemagne de l'Ouest
- Langue de tournage : italien
- Format : Couleur (Eastmancolor) - Son mono - 35 mm
- Durée : 86 minutes (1h26)[1]
- Genre : Comédie[1]
- Dates de sortie :
  - Italie : 22 octobre 1969

## Distribution
- Udo Kier : Luca
- Laura Belli : Monica
- Edda Di Benedetto : Claudia
- Eva Thulin : Michele
- Susanne von Sass : Marina
- Gaspare Zola : Peter
- Ugo Adinolfi : Marco
- Andreina Paul

## Bande originale
La bande originale, composée par Ennio Morricone est d'abord sortie en LP dans le catalogue d'Ariete sous le numéro ARLP 2005. Elle est ressortie en 2009 en LP chez Carosello Records, sous le numéro HCLP 18.
La chanson Sospendi il tempo, chantée par Edda Dell'Orso a été publié en septembre précédant la première du film chez Broadway en face B du single Ti amo... ed io di più, la reprise italienne de Je t'aime… moi non plus de Serge Gainsbourg et Jane Birkin traduite par Claudio Daiano et chantée par Giorgio Albertazzi et Anna Proclemer.
1. Gloria – 3:31
2. Una voce allo specchio – 2:57
3. Sytar – 3:33
4. Tell Me Tell Me (avec Patrick Samson) – 3:03
5. Sospendi il tempo – 1:59
6. Laila Laila (avec Patrick Samson) – 3:10
7. Una voce allo specchio – 1:05
8. Dinamica per 5 + 1 – 4:54
9. In tre quarti – 2:08